# Skógafoss

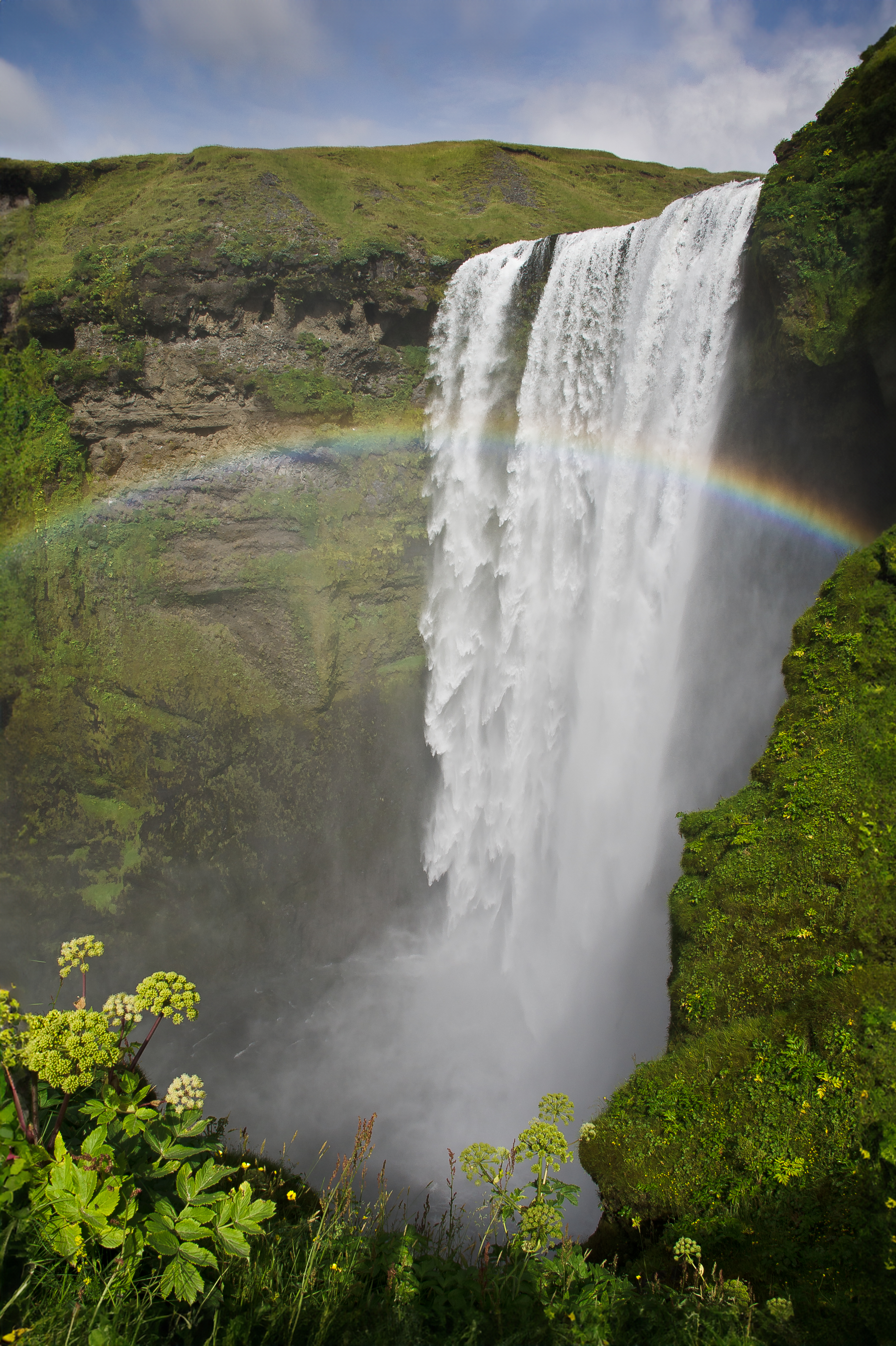
Arco-íris em Skógafoss

Skógafoss ( PRONÚNCIA) é uma das maiores quedas de água da Islândia. Está situada na antiga linha costeira da parte sul da ilha, a cerca de 5 km da localidade de Skógar.
Tem uma altura de 60 m e uma largura de 25 m, e transporta a água do rio Skógaá proveniente dos glaciares Eyjafjallajökull e Mýrdalsjökull.
Devido à enorme quantidade de partículas aquosas na atmosfera, costuma ser visível um arco-íris nos dias de sol.